# Platydracus stercorarius
Platydracus stercorarius  ist ein Käfer aus der Familie der Kurzflügler. Die Gattung Platydracus ist in Europa nur mit einer Untergattung und acht Arten vertreten.  Die Art P. stercorarius tritt außer in der Nominatform auch noch in der Unterart P. s. fuscofemoratus auf.
Der Gattungsname Platydracus ist von altgr. πλατύς platýs  „breit, flach“ und δράκον drákon „Drache“ abgeleitet und bedeutet etwa „flaches Raubtier“. Der Artname stercorārius ist von lat. „stércus, stércoris“ für „Mist“ abgeleitet und bedeutet „im Mist lebend“. Es nimmt darauf Bezug, dass der Käfer häufig in Mist anzutreffen ist. Die Unterart P. s. fuscofemoratus hat im Unterschied zur Stammform geschwärzte Schenkel (von lat. „fúscus, a, um“ für „braun“ und „fēmur, fēmoris“ für „Schenkel“).
Synonym von Platydracus stercorarius ist Platydracus crebrepunctatus. Der Name ist von Lat. „crēber, a, um“ für „dicht“ und „punctātus, a, um“ für „punktiert“ abgeleitet und spielt auf die dichte Punktierung von Kopf und Halsschild an.

## Merkmale
Der Käfer erreicht eine Länge von zwölf bis fünfzehn Millimetern, es werden auch „bis zu zwei Zentimeter“ angegeben. Kopf und Halsschild sind blauschwarz mit nur wenig metallischem Glanz. Beide sind dicht fein genabelt punktiert (Abb. 6) und fein und unauffällig dunkel behaart.
Flügeldecken, Fühler und Beine sind hell braunrot, letztere bei der Unterart P. s. fuscofemoratus dunkel.
Der Kopf verengt sich nach vorn trapezförmig, die Mundwerkzeuge zeigen nach vorn. Hinter den seitlich stehenden, flachen Augen sind die Schläfen lang und nach hinten etwas verbreitert. Die Fühler entspringen vor den Augen über den Einlenkungen der Oberkiefer. Ihre Einlenkungen sind weiter voneinander entfernt als sie von dem Vorderrand der Augen entfernt sind. Die Fühler sind schnurförmig, elfgliedrig und verbreitern sich nach außen kaum. Die Oberkiefer sind auffallend gezähnt (Abb. 2). Die Zähne befinden sich bei allen Arten der Gattung auf beiden Oberkiefern nicht nur in einer Ebene, sondern auch oberhalb und unterhalb der durch den Oberkiefer festgelegten Ebene. Hinter den Augen liegt ein Borstenpunkt, der deutlich weiter vom Augenhinterrand entfernt ist als vom Hinterrand des Kopfes (Abb. 4). Die viergliedrigen Kiefertaster und die dreigliedrigen Lippentaster enden mit einem spindelförmigen, abgestutzten Glied, das borstenlos ist (Abb. 3).
Der  Halsschild ist hinten abgerundet und an den Seiten stark heruntergezogen. Die untergeschlagenen Teile sind selbst von der Seite nicht sichtbar.
Die rot bis rotbraunen Flügeldecken sind hinten abgestutzt und lassen den größten Teil des Hinterleibs unbedeckt.
Der schwarze Hinterleib ist durch eine weißgraue Behaarung auffallend gemustert. Am ersten bis vierten Hinterleibssegment befindet sich in den vorderen Seitenecken der rechteckigen Rückenschilde (Tergite) je ein weißgrauer, dreieckiger Fleck, an den folgenden beiden Tergiten verbindet ein breiter Querstreif die beiden Randflecken. In den vorderen Segmenten befindet sich zwischen den auffälligen Randflecken meist noch ein kleinerer, unauffälliger, mittlerer Fleck.
Die Hinterhüfthöhlen sind hinten gerandet. Der Fortsatz der Mittelbrust zwischen den Mittelhüften ist nur schmal. Die Tarsen sind alle fünfgliedrig.

## Biologie
Man findet den Käfer auf offenen Flächen, beispielsweise auf dem Waldboden. Er lebt räuberisch. Seine Beute besteht zu einem großen Teil aus Fliegenlarven, weshalb der Käfer oft an Mist anzutreffen ist.
Man trifft die Tiere zwischen Mai und September, das Maximum des Auftretens liegt im August. Sie bevorzugen trockene, sandige Böden. Häufig sind sie in oder in der Nähe von Nestern der Ameise Tetramorium caespitum zu finden.
|                                                                             | |
| Abb. 1: Unterseite                                                          | |
|                                                                             | Abb. 2: A: linker Oberkiefer von unten B: rechter Oberkiefer von unten C: Rechter Oberkiefer von oben innen |
|                                                                             | |
| Abb. 3: Mundwerkzeuge von unten rechts grün:Lippentaster, blau:Kiefertaster | Abb. 4: Kopf, linke Hinterecke. Links das Auge Pfeil: Porenpunkt mit Borste                                 |

## Verbreitung
Die Art ist in Zentral- und Nordeuropa einschließlich der Britischen Inseln verbreitet. Das Verbreitungsgebiet setzt sich nach Osten bis zum Kaukasus fort.